# (32326) 2000 QO62
(32326) 2000 QO62 és un asteroide del cinturó principal. Posseeix una excentricitat de 0.18615320 i una inclinació de 14.08968º. Va ser descobert el dia 28 d'agost de 2000 pel LINEAR a Socorro Nou Mèxic. Amb un diàmetre estimat de 6 km, és el més gran de la família Juno, a part del mateix Juno.